# المعزاب (السبرة)

تعديل مصدري - تعديل

المعزاب محلة تابعة لقرية الجاح الازهور، التابعة لعزلة الازهور بمديرية السبرة إحدى مديريات محافظة إب في الجمهورية اليمنية، بلغ تعداد سكانها 32 حسب تعداد اليمن لعام 2004.